# Crambophilia minorcula
Crambophilia minorcula là một loài bướm đêm trong họ Noctuidae.